# サレップ

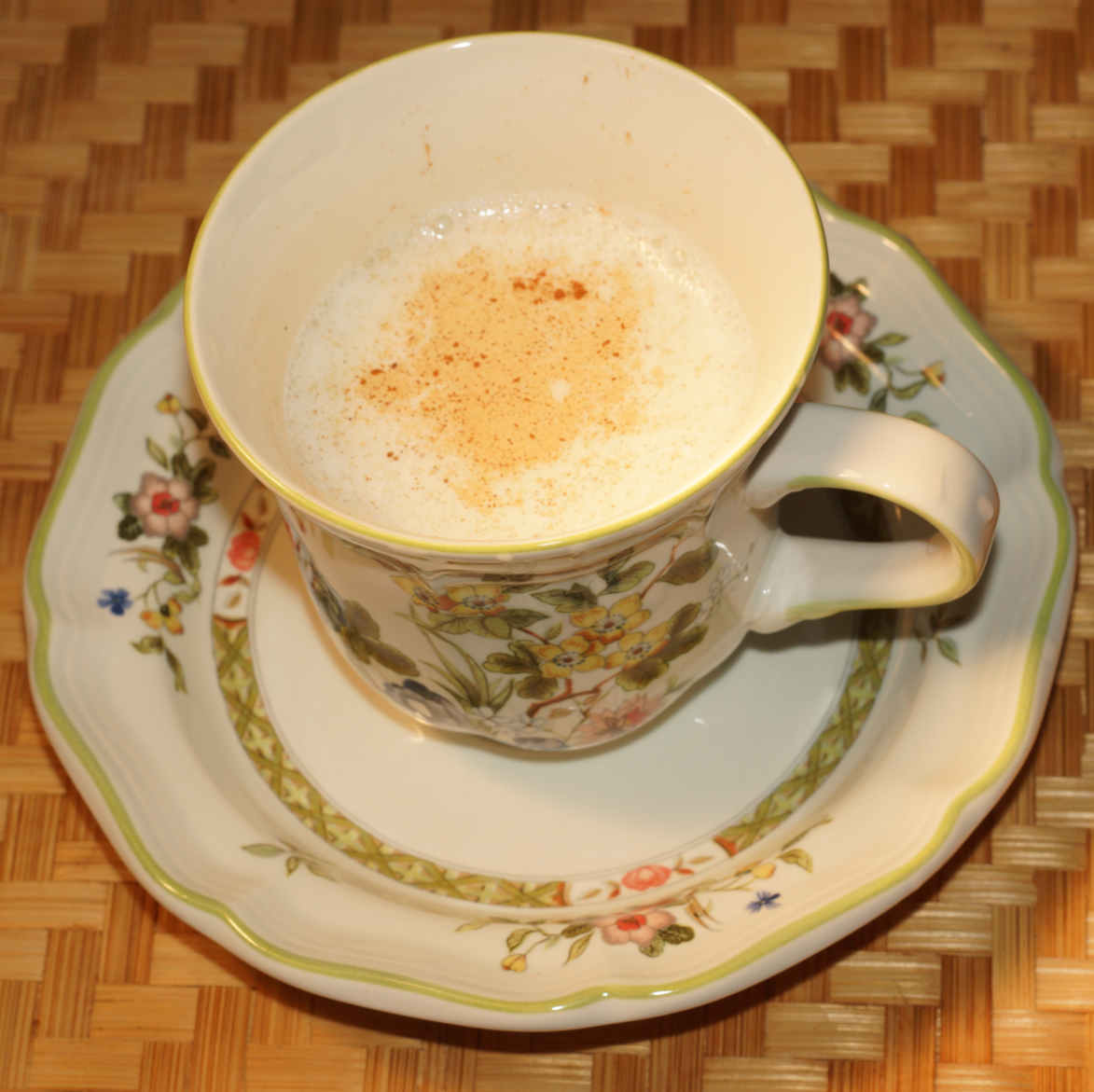
サレップを使った飲物

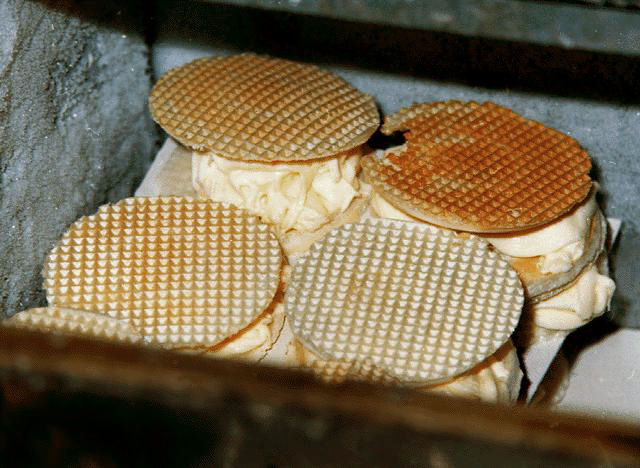
薔薇の香りがするアイスクリームのサンドイッチ。材料は牛乳、卵、砂糖、サフラン、サレップ、ローズウォーター。

サレップ(Salep、トルコ語: salep, sahlep、ペルシア語: ثعلب, sa‘lab、アラビア語: سحلب, saḥlab、)は、ランの仲間オルキス・マスクラやオルキス・ミリタリス等のオルキス属の塊茎から作られる粉である。これらの塊茎はグルコマンナンと呼ばれるデンプンに似た多糖を豊富に含み、かつてのオスマン帝国の領域では、飲み物やデザートなどに利用される。
ドンドゥルマ（トルコのアイスクリーム）はよく粘り、長く伸ばすことができるがこれはサレップによる増粘効果によるものである。

## 概要
サレップは、コーヒーや紅茶が普及する以前にイギリスやドイツに伝わり、これを用いた飲料は喫茶店のメニューの1つとなった。イギリスでは「サループ（saloop）」という名称で、17世紀から18世紀頃に人気となった。作り方は、水に粘度が出るまでサレップの粉を加え、オレンジの花水やローズウォーターで風味を付ける。18世紀には、「ドッグストーン」と呼ばれるイギリスのランの根が代わりに用いられるようになった。
サラブと呼ばれる飲料は、現在ではしばしば水の代わりに熱い牛乳を用いて作る。サレッププディングやドンドゥルマもサレップの粉から作られる。トルコのカフラマンマラシュ地区は、Salepi Maraşとして知られるサラブの主な生産地である。トルコでサラブの人気が加熱して天然のオルキスが少なくなり、植物を保護しようとサレップの輸出が禁止されたため、インスタントのサラブ粉末は人工香料から作られる。
サレップはギリシャでも消費され、熱い飲料として寒い季節に屋台で販売される。中東の多くの地域、特にレバントでは非常に人気がある。シリア、ヨルダン、パレスチナ、レバノンでも冬季に熱い飲料として飲む。リビア等の北アフリカでは冷たくして飲まれる。
古代ローマでもランの球根を挽いて飲み物が作られており、サテュロスやプリアーポス等、多くの名前で呼ばれた。呼び名が示す通り、当時の人々はこの飲み物を強力な媚薬と考えていた。サレップについて、パラケルススは次のように書いている。「サテュロスの根を見よ。これは男性の秘密の部分と同じように作られたのではないか？誰もこれを否定できない。魔術がこれを発見し、男性が生殖能力と情熱を回復できることを明らかにした。」

## 文化との関連
ジョーン・エイケンの小説『Is』では、長い寿命を与えるものとしてサループに言及している。リック・ライアダンの小説『The Red Pyramid』では、古代エジプトの女神ヌトが主人公にシュラブを供した。ジュード・ワトソンの児童小説『Beyond the Grave』（英語）（The 39 Cluesシリーズ）の主人公はホテルでサラブを出された。テリー・プラチェットの小説『Monstrous Regiment』（英語）では、「サループ」の名前でサレップに言及する。
アフロディテス・チャイルドのアルバム『666』のライナーノーツに、この作品は「サレップの影響下で録音された」と書かれている。獣の数字をタイトルに持つこのアルバムは、恐らく「サレップ」という言葉がキリスト教根本主義で薬物、悪魔、黒魔術と解釈されることも影響して、一部のラジオ局からボイコットされた。
1985年のトルコ映画『Çıplak Vatandaş』では複数の仕事をかけ持つアンチヒーローが、イスタンブールの路上でよその土地のものだと称してサレップを売り、物価高の世の中を生き抜く。

## レシピ
- スキムミルク - 200ml
- サレップ粉　または代替品として、米粉といもくずを半々に混ぜる　- 1さじ
- 砂糖
- 以上をよく混ぜた後、仕上げにシナモン粉を振る